# 갑각
갑각(甲殼,carapace)은 갑각류나 거북이의 딱딱한 등을 말한다. 등딱지, 등껍질이라고도 한다. 갑각은 일반적으로는 갑각류의 딱딱한 껍질을 가리킬 때 주로 사용된다. 등딱지, 등껍질이라는 말은 갑각류의 껍질이나 거북이의 등을 가리지 않고 사용된다.

## 같이 보기
- 거북이등(영어판)